# Christine Child
Christine Child, nach Heirat Christine Gallie (* 23. Dezember 1944 in Chiltern, Buckinghamshire), ist eine ehemalige britische Judoka. Sie gewann den Schwergewichtstitel bei den ersten Europameisterschaften für Frauen.

## Sportliche Karriere
Die 1,78 m große Christine Child gewann von 1971 bis 1975 jedes Jahr mindestens einen Wettbewerb bei den British Open, 1973 siegte sie auch bei den German Open und den Swiss Open.
Ende 1974 fanden testweise in Genua Europameisterschaften für Frauen statt. Christine Child besiegte im Finale des Schwergewichts ihre britische Mannschaftskameradin Margaret McKenna. Bei den ersten offiziellen Europameisterschaften in München siegte Child im Finale gegen die Italienerin Margherita De Cal.
Child beendete ihre Leistungssportkarriere 1975, 1977 heiratete sie Peter Gallie. Bereits seit den 1960er Jahren und bis in die 1980er Jahre war sie unter dem Namen Cyd Child als Stuntfrau in Filmen und Fernsehserien im Einsatz. In der Serie Mit Schirm, Charme und Melone war sie als Stunt-Double für Diana Rigg und Linda Thorson tätig.